# Willem Johan van Blommestein
Willem Johan van Blommestein (Soerakarta, 15 mei 1905 - Eemnes, 11 augustus 1985) was een ingenieur. Hij is vooral bekend van het eertijds naar hem vernoemde Professor Doctor Ingenieur W.J. van Blommesteinmeer in Suriname (dat later hernoemd werd).
Zijn moeder Alexandrina Helena van Blommestein (1880-circa 1956) was tijdens zijn geboorte ongehuwd en hij kreeg zijn naam van haar broer Guillaume François van Blommestein die hem erkende. Hij ging in Bandoeng naar de HBS en later de Technische Hoogeschool. Hij trad in 1928 als ingenieur in dienst van de Indische Waterstaat. Later studeerde hij verder in München en Karlsruhe. Terug op Java promoveerde hij er in 1939 waarbij hij zich toelegde op irrigatie en ontwatering. Tijdens de Japanse bezetting werd hij aanvankelijk geïnterneerd, maar de bezetter  liet hem weer vrij om zijn werk aan irrigatie voort te zetten. Nog in 1948 formuleerde hij zijn federaal welvaartsplan voor het westelijk gedeelte van Java dat een indrukwekkende lijst werken in zijn geboorteland voorstelde.
De onafhankelijkheid van Indonesië in 1949 maakte het hem onmogelijk dit werk voort te zetten en hij verhuisde naar Nederland. In 1950 richtte hij zijn aandacht op andere landen. Hij werkte aanvankelijk voor de FAO. In 1951 werkte hij in het toenmalige Oost-Pakistan (nu Bangladesh) en ontwierp er het Ganges-Kobadak-project. De bouw ervan begon in 1954 en de eerste fase ervan kwam in 1970 gereed. Het project veroorzaakte echter grote problemen. Waterhyacint blokkeerde de invoerpijpen van de grote pompen en de nieuwe rijstvariëteit was te kort om de normale stand van bevloeiing te verduren. De plaatselijke bevolking was ook niet gekend in het project en zij begonnen gaten in de dijkjes te maken. Er werd zelfs door de plaatselijke politie op hen geschoten om dit te verhinderen. Dit staat echter eerder in de Brits-koloniale traditie dan in de Nederlandse, omdat de zgn. ethische politiek in Ned. Indië zich eerder richtte op 'co-constructie' in samenspraak met de plaatselijke bevolking. In 1964 werd hij tot zijn pensionering in 1970 adviseur van de Surinaamse regering.
Van Blommestein trouwde in 1929 met Louise Wilhelmine (Wiesje) van Polanen Petel (1909-1979) met wie hij twee zonen kreeg, onder wie ir. John Louis van Blommestein (1931) die werkzaam was bij de aluminiummij Kaiser N.V. te Paramaribo.
- Biografisch Portaal: 20756629
- International Standard Name Identifier: 0000 0003 9661 4818
- Nederlandse Thesaurus van Auteursnamen: 073729795
- Virtual International Authority File: 291615499
- WorldCat: E39PBJB8m3MkyfxDwKJkMy9Yyd